# Chester Castle (parish)
Chester Castle är en civil parish i Storbritannien.   Den ligger i kommunen Cheshire West and Chester i riksdelen England, i den södra delen av landet, 260 km nordväst om huvudstaden London.
Området består av slottet Chester Castle och saknar bofast befolkning.